# People (Hothouse Flowers)
People è il primo album del gruppo musicale irlandese Hothouse Flowers, pubblicato dall'etichetta discografica London nel 1988.
La versione in CD contiene due brani aggiuntivi, Lonely Lane e Saved. È prodotto da Clive Langer e Alan Winstanley. I brani sono interamente composti dai membri del gruppo.
Tra il 1987 e l'anno seguente vengono messi in commercio cinque singoli contenenti un brano dell'album come pezzo principale.

## Tracce

### Lato A
1. I'm Sorry
2. Don't Go
3. Forgiven
4. It'll Be Easier in the Morning
5. Hallelujah Jordan
6. If You Go

### Lato B
1. The Older We Get
2. Yes I Was
3. Love Don't Work This Way
4. Ballad of Katie
5. Feet on the Ground